# سادي بيترسون ديلاني
سادي بيترسون ديلاني (بالإنجليزية: Sadie Peterson Delaney)‏ هي أمينة مكتبة أمريكية، ولدت في 26 فبراير 1889 في روتشستر في الولايات المتحدة، وتوفيت في 4 مايو 1958 في توسكيجي في الولايات المتحدة.